# Ignacy Potocki (zm. 1765)
Ignacy Potocki herbu Pilawa (zm. w 1765 roku) – generał-lejtnant wojsk koronnych w 1764 roku, cześnik koronny w latach 1764–1765, starosta halicki, kołomyjski, łukowski, gliniański i nowosielski. 

## Życiorys
Stryjeczny stryj posła Ignacego Potockiego.
Poseł na sejm 1754 roku z ziemi halickiej oraz na sejm 1762 roku z ziemi halickiej. Konsyliarz konfederacji Czartoryskich w 1764 roku. Na sejmie konwokacyjnym 1764 roku wyznaczony do Komisji Wojskowej Koronnej. Komisarz z rycerstwa w tej komisji.. 
Po śmierci w 1730 ojca Stefana Potockiego, marszałka nadwornego koronnego został właścicielem Maciejowic.